# Zone non agricole
« ZNA » redirige ici. Pour les autres significations, voir ZNA (homonymie).
En France, une  zone non agricole (ZNA) est  une surface plantée mais utilisée à d'autres fins que l'agriculture au sens large. Il peut s'agir d'une surface appartenant et plus ou moins entretenue par une collectivité territoriale telle qu'un espace vert, un terrain de sport, etc., désignée ZNA Pro, ou d'une surface appartenant à un particulier amateur tel qu'un jardin privatif, désignée ZNA amateur. 

## Objet et historique
Cette appellation est fréquemment utilisée depuis la mise en œuvre du plan Écophyto 2018. Elle a été créée en opposition aux « zones agricoles » qui recouvrent toutes les surfaces cultivées à des fins agricoles ou horticoles et susceptibles de recevoir des produits phytosanitaires.
Elle permet de définir les zones où différentes mesures sont prises pour réduire l'utilisation de ces produits

### Sources
- Arrêté du 27 juin 2011 relatif à l’interdiction d’utilisation de certains produits mentionnés à l’article L. 253-1 du code rural et de la pêche maritime dans des lieux fréquentés par le grand public ou des groupes de personnes vulnérables.